# AOL Mail
AOL Mail est le service de messagerie d'AOL. AOL Mail est gratuit et comprend un service de messagerie instantanée AIM.
AOL mail est composé d'un calendrier qui permet le partage, d'une liste de tâche, d'un gestionnaire de contact, d'un gestionnaire de filtre, et l'on peut ajouter des plug-ins (Accès à la messagerie Yahoo! Mail, Gmail, Flickr, Photobucket, des flux RSS).
Le Webmail est conçu avec le framework Dojo.
Sa capacité de stockage est illimitée, la taille maximale des pièces jointes est de 16 mégaoctets.
Aol Mail propose aussi une protection contre le spam et des fonctions de sécurité très avancées.